# Birgit Neumann (Anglistin)
Birgit Neumann (* 1974) ist eine deutsche Anglistin.

## Leben
Nach der Promotion 2004 an der Justus-Liebig-Universität Gießen und der Habilitation 2008 in Gießen war sie von 2011 bis 2014 Professorin für Anglistik (Cultural and Media Studies) an der Universität Passau. Seit 2014 ist sie Professorin für Englische Literaturwissenschaft/Anglophonie an der Heinrich-Heine-Universität Düsseldorf.
Ihre Forschungsschwerpunkte sind anglophone Literaturen und Kulturen, anglophone Weltliteraturen, Postcolonial, Global und Transcultural Studies, Postcolonial und Material Ecocriticism, Medien- und Kulturgeschichte des britischen Imperialismus, Gender Studies, Spatial turn und die Literaturwissenschaften, Literatur- und kulturwissenschaftliche Gedächtnisforschung und Intermedialität und Ekphrasis in Postkolonialer Literatur.
2016 wurde sie zum Mitglied der Academia Europaea gewählt.

## Schriften (Auswahl)
- Erinnerung – Identität – Narration. Gattungstypologie und Funktionen kanadischer Fictions of Memory. Berlin 2005, ISBN 3-11-018316-1.
- mit Ansgar Nünning: An Introduction to the Study of Narrative Fiction. Stuttgart 2008, ISBN 978-3-12-939541-7.
- Die Rhetorik der Nation in britischer Literatur und anderen Medien des 18. Jahrhunderts. Trier 2009, ISBN 978-3-86821-151-1.
- A Short History of English Literature until 1900. A Survey of Periods, Genres and Major Writers. Stuttgart 2010, ISBN 9783129395400.